# نيل فين (موسيقي)
نيل فين (بالإنجليزية: Neil Finn)‏ هو موسيقي وكاتب أغاني وعازف قيثارة نيوزلندي، ولد في 27 مايو 1958 في تي أواموتو ‏ في نيوزيلندا.

## وصلات خارجية
- الموقع الرسمي
- نيل فين على موقع IMDb (الإنجليزية)
- نيل فين على موقع ميوزك برينز (الإنجليزية)
- نيل فين على موقع إن إن دي بي (الإنجليزية)
- نيل فين على موقع أول ميوزيك (الإنجليزية)
- نيل فين على موقع ديسكوغز (الإنجليزية)